# Ameerega simulans
Ameerega simulans es una especie de anfibio anuro de la familia Dendrobatidae.

## Distribución geográfica
Esta especie es endémica del Perú. Habita en las regiones de Puno, Cuzco y Madre de Dios entre los 300 y 600 m de altitud.

## Descripción
Los machos miden hasta 23 mm y las hembras hasta 27 mm.

## Publicación original
- Myers, Rodríguez & Icochea, 1998 : Epipedobates simulans, a new cryptic species of poison frog from southeastern Peru, with notes on E. macero and E. petersi (Dendrobatidae). American Museum novitates, n.º 3238, p. 1-20[5]